# Pooyan
Pooyan ist ein klassisches Arcade-Spiel, das 1982 von Konami entwickelt wurde. In diesem innovativen Shoot ’em up steuert der Spieler ein Schweinchen, das seine Ferkel vor Wölfen schützen muss.

## Spielablauf

### Level 1
Im ersten Level befindet sich die Spielfigur in einem Käfig an der rechten Bildschirmseite, der vertikal nach oben und unten gesteuert werden kann. Die hungrigen Wölfe benutzen Luftballons, um von einem Baum zu den Ferkeln nach unten zu schweben. Die Luftballons müssen per Pfeilschuss von einem Bogen getroffen werden, um diese daran zu hindern. Zudem werfen die Wölfe mit Eicheln.

### Level 2
Im zweiten Level schweben die Wölfe mit verstärkten Ballons von unten nach oben. Diese müssen zwei Mal getroffen werden. Oben angekommen können sieben Wölfe einen großen Steinhaufen zur Spielfigur schieben. Nach einer Bonusrunde geht es mit erhöhtem Schwierigkeitsgrad wieder von vorne los.

## Dies und Das
Pooyan ist japanisch und bedeutet Schweinchen. Das Spiel basiert auf dem Märchen Die drei kleinen Schweinchen.

## Portierungen
- Atari 2600 (1982)
- Apple II
- Nintendo Entertainment System
- Commodore 64 (1983)
- Commodore VC 20 (2013, Homebrew)
- MSX (1985)
- Atari 800
- PlayStation (1999, Kompilation)
- PlayStation 2 (2006, Kompilation)
- Tandy TRS-80 Color Computer